# 汉娜·戴维斯
汉娜·戴维斯（英語：Hannah Davis，1985年8月11日—），澳大利亚女子皮划艇运动员。她曾代表澳大利亚参加2008年和2012年夏季奥林匹克运动会皮划艇比赛，其中2008年奥运会获得一枚铜牌。